# Roraima
 Ovo je glavno značenje pojma Roraima. Za tepui u Venezueli pogledajte Roraima (tepui).
Roraima je najsjevernija brazilska država smještena između država Pará i Amazonas. Glavni i najveći grad države je Boa Vista.

## Zemljopis
Južni dio države nalazi se u Amazonskoj prašumi, a sjeverni ima otvorena travnjačka polja dok se u istočnom dijelu nalaze male savane. Država je bogata mineralnim naslagama pogotovo zlatom, dijamantima, kasiteritom, boksitom, mramorom i bakrom. Najviša točka nalazi se na 2,734 metara. Klima u Roraimi je tropska sa srednjom godišnjom temperaturom od 26 °C. 

## Povijest
Od početka 16. stoljeća, područje Roraime je sporno područje, zbog svojih bogatih mineralnih rezervi, htjeli su ga Španjolci, Portugalci, Nizozemci i Englezi do početka prošlog stoljeća. No 1943., postaje dio države Amazonas, Savezna vlada je stvorila područje Rio Branco, koje je postalo Roraima 1962. Godine 1988., osnovana je država odlukom Nacionalnog kongresa, naziv države je preuzet iz planine Roraime.

## Stanovništvo
Prema Brazilskom zavodu za statistiku 2008. godine u državi živi 450.000 stanovnika, dok je gustoća naseljenosti 1,8 stan./km ².
Većina stanovništva živi u urbanim područjima njih 80,3% (2006.), rast stanovništva je 4,6% od 1991. do 2000. godine.
Većina stanovništva su mulati 68,8%  zatim bijelci 20,0% i crnci 7,4% dok je indijanaca i azijaca ukupno 3,8%.

## Vanjske poveznice
- Službena stranica